# Андрій Немирич
Андрій Немирич (д/н — 1607) — волинський зем'янин часів Речі Посполитої з шляхетського роду Немиричів гербу Клямри. Засновник черняхівської гілки роду.

## Життєпис
Старший син Йосипа Немирича, київського земського судді, та його першої дружини Богдани Семенівни Бабинської, волинської шляхтянки, доньки ротмістра у війську князів Острозьких. 
Ще за життя батька отримав частину Черняхівської волості у пожиттєве користування. У 1598 році заклав ці землі за 10 тис. злотих братові Матвію.
Після смерті батька протягом 1600—1602 років судився з братами Матвієм та Семеном за Черняхівську область, яку Йосип Немирич заповів сину Андрія — Стефану. Зрештою у 1602 році як опікун сина отримав Черняхів, Прибірськ і Шершні. Помер Андрій Немирич 1607 року.

## Родина
Дружина — Маруша Іванівна Хребтовичівна-Богуринська.
Діти:
- Олександра, дружина: 1) Івана Загоровського; 2) Романа Гостського, київського каштеляна.
- Стефан (?—1630), підкоморій київський.